# Виенна Крикет
«ФК Виенна Крикет» (нем. Vienna Cricket and Football-Club) — австрийский футбольный клуб, расположенный в Вене. Основан 23 августа 1894. В настоящее время известен как центр легкой атлетики и тенниса, но известность получил благодаря своей бывшей футбольной команде.

## История
Клуб был основан Ассоциацией англичан в 1892 году и имел название Vienna Cricket Club Wien. Единственный вид спорта, которым занимались был английский крикет. Когда же англичане поняли, что крикет не набирает такой популярности как футбол, было решено добавить в клуб команду по футболу. Название изменили на Vienna Cricket and Football-Club. Соучредителем и членом правления клуба был британец Джон Грамлик, будущий основатель Кубка Вызова. Клуб постоянно соперничал за звание старейшего клуба Австрии с «Фёрст» и на поле их дерби постоянно собирали большое количество зрителей.

## Известные игроки
- Людвиг Хуссак — участник Летних Олимпийских игр 1912 года, сыгравший за сборную Австрии 14 матчей и забив 5 голов.
- Рудольф Вагнер — вратарь «ФК Виенна Крикет».

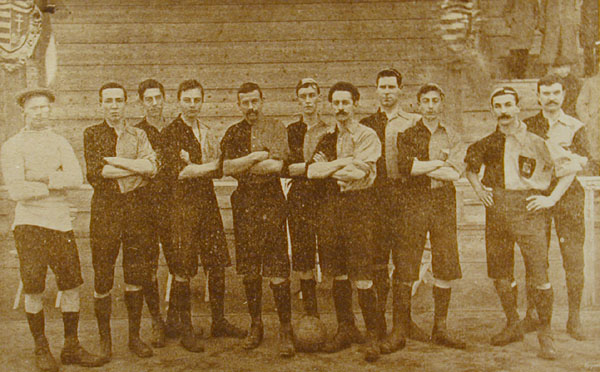
Виенна Крикет в 1897 году

## Достижения
- Победитель Кубка Вызова (2): 1898, 1902
- Финалист Кубка Вызова (2): 1900, 1904
- Победитель Кубка Франца Иосифа I: 1898